# Fahrradwerkzeug

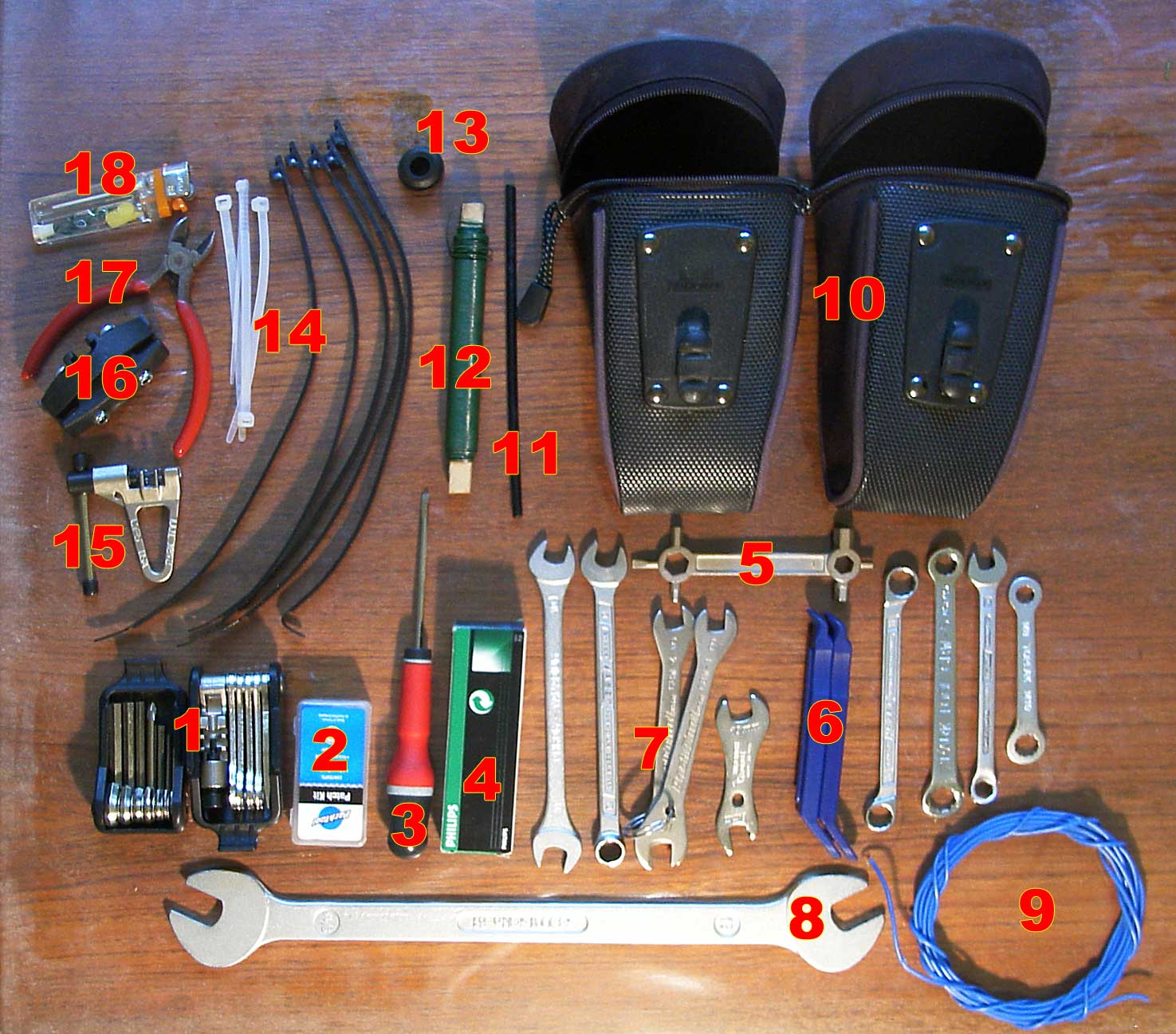
Fahrradwerkzeug für unterwegs

Fahrradwerkzeug ist ein Oberbegriff für Werkzeuge, die  Fahrradfahrer im Gepäck haben, um kleinere Pannen selbst beheben zu können. Ebenso bezeichnet der Begriff Spezialwerkzeuge, die für bestimmte Aufgaben am Fahrrad erforderlich sind.

## Grundausstattung
Der Umfang des Fahrradwerkzeuges, das auf eine Radtour mitgenommen wird, kann variieren:

### Für Unterwegs
- Flickzeug, bestehend aus zwei bis drei Reifenhebern, Schlauchflicken, Vulkanisierflüssigkeit und einem Stück Schmirgelpapier oder Raspelblech oder selbstklebende Flicken
- eine Luftpumpe
- ein Ventiladapter (z. B. um den Reifen an einer Tankstelle aufpumpen zu können)

### Stationäres Werkzeug und Spezialwerkzeug

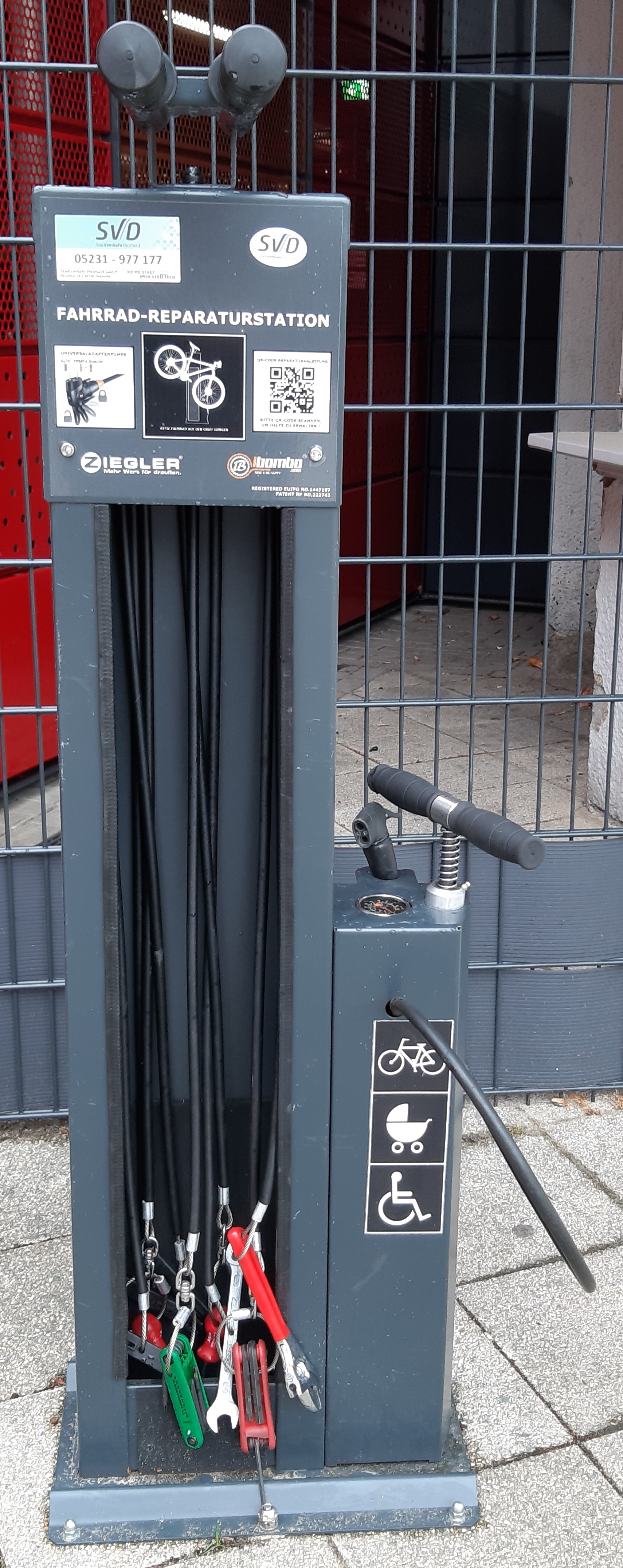
Fahrradreparaturstation am Bahnhof Detmold

- Zentrierschlüssel
- Kettennieter
- Kurbelabzieher
- Ritzelabzieher

- Montageständer
- Zentrierständer
- Rahmenwerkzeug:
  - Gabelkonusabschläger
  - Gabelkonusfräser
  - Steuersatzfräser
  - Gabelkonusaufschläger
  - Austreiber für Steuersatzschalen
  - Steuersatz-Einpreßwerkzeug
  - Planfräser Tretlager
  - Gewindeschneider Tretlager
  - Kontrolllehre für Schaltungsauge
  - Kontrolllehre für Ausfallenden
- Kettenlehre
- Speichenspannungsmesser

## Häufige Ersatzteile, Betriebsstoffe
- Schlauch
- Kette
- Felgenband
- Bowdenzug (Innenzüge für Schaltung und Bremse)
- Ersatzspeichen
- spezielles dickflüssiges und klebriges Kettenöl
- Sprüh- und Kriechöl, für rostige Schrauben etc.
- Chrompolitur mit Rostumwandler, speziell bei älteren Rädern.
- Sprühwachs und ähnliche Pflegemittel insbesondere bei neuen oder teuren Rädern